# يانار تالتس
يانار تالتس (بالإستونية: Janar Talts)‏ مواليد 7 أبريل 1982 في تالين، هو لاعب كرة سلة إستوني. بدأ مسيرته الاحترافية في سنة 2001. يلعب مع فريق تارتو كلاعب وسط. يحمل الرقم 8.

## المسيرة الاحترافية
لعب مع نادي كاليف لكرة السلة من سنة 2002 إلى 2004، ثم لعب مع نادي كراسني كريليا لكرة السلة في سنة 2011، ثم لعب مع بالاكانسترو فاريزي في الدوري الإيطالي من سنة 2011 إلى 2013.

## الإنجازات
- كأس ألمانيا لكرة السلة : 2005، 2007
- كأس إستونيا لكرة السلة : 2009، 2010، 2013، 2014

## روابط خارجية
- يانار تالتس على موقع الاتحاد الدولي لكرة السلة (الإنجليزية)
- يانار تالتس على موقع الدوري الأوروبي لكرة السلة (الإنجليزية)
- يانار تالتس على موقع كرة السلة الأوروبية.كوم (الإنجليزية)
- يانار تالتس على موقع ريلجم (الإنجليزية)
- يانار تالتس على موقع بروبوليرز (الإنجليزية)
- يانار تالتس على موقع سبورتس رفرنس (الإنجليزية)